# Stazione di Shin-Yurigaoka
La stazione di Shin-Yurigaoka (新百合ヶ丘駅?, Shin-Yurigaoka-eki) è una stazione ferroviaria di diramazione situata nel quartiere di Asao-ku della città di Kawasaki, nella prefettura di Kanagawa in Giappone. In questo punto si distacca la linea Odakyū Tama dalla linea principale delle Ferrovie Odakyū.

## Linee
Ferrovie Odakyū
● Linea Odakyū Odawara
● Linea Odakyū Tama

## Struttura
La stazione è realizzata in superficie, con tre marciapiedi a isola per sei binari totali. Il fabbricato viaggiatori si trova sopra il piano del ferro.
| 1   | ● Linea Odakyū Odawara |  | per Sagami-Ōno, Odawara, Hakone-Yumoto e Katase-Enoshima |
| 2   | ● Linea Odakyū Odawara |  | per Sagami-Ōno, Odawara, Hakone-Yumoto e Katase-Enoshima |
| 2   | ● Linea Odakyū Tama    |  | per Tama-Center e Karakida                               |
| 3-4 | ● Linea Odakyū Tama    |  | per Tama-Center e Karakida                               |
| 5-6 | ● Linea Odakyū Odawara |  | per Shunjuku e linea Chiyoda                             |

## Stazioni adiacenti
| «                    | Servizio             | »                    |
| Linea Odakyū Odawara | Linea Odakyū Odawara | Linea Odakyū Odawara |
| Linea Odakyū Tama    | Linea Odakyū Tama    | Linea Odakyū Tama    |
| -------------------- | -------------------- | -------------------- |
| Yurigaoka            | Locale Semiesp. sez. | Kakio Satsukidai     |
| Yurigaoka            | Semiespresso         | Kakio                |
| Noborito             | Espresso Tama        | Kurihira             |
| Mukōgaoka-Yūen       | Espresso             | Machida Kurihira     |
| Shimo-Kitazawa       | Espresso Rapido      | Machida              |